# Kolkata
Kolkata (do 2001. Kalkuta, odnosno Calcutta) je glavni grad savezne države Zapadni Bengal u istočnoj Indiji. Leži na rijeci Hoogli koja povezuje rijeku Ganges i Bengalski zaljev. Kolkata je s 4,631.819 stanovnika u samom gradu te 14,452.498 u urbanoj aglomeraciji četvrti po veličini indijski grad. Industrijsko je, prometno i kulturno središte sa sveučilištem, kazalištem, kinima, muzejima i galerijama te katoličkom biskupijom i jedno od važnijih mjesta hinduističkoga hodočašća u Kalighat, hram posvećen božici Kali.
Kolkata je bila glavni grad Britanske Indije do 1912. godine. Od 2001., počela je ekonomska reforma s opsežnom urbanizacijom, komercijalizacijom i stvaranjem novih radnih mjesta. Kolkata je jedno od središta indijske računalne tehnologije.
Grad je poznat po svojoj revolucionarnoj povijesti, od indijske borbe za neovisnost do ljevičarskog i sindikalnog pokreta. Bila je središte bengalske renesanse 19. stoljeća.
U Kolkati je djelovala Majka Terezija gotovo 45 godina pomažući siromasima i potrebnima. Njena redovnička zajednica Misionarke ljubavi i danas pomaže siromasima u Kolkati, drugim indijskim gradovima i širom svijeta.